# Chimarra luzoquezonensis
Chimarra luzoquezonensis is een schietmot uit de
familie Philopotamidae. De soort komt voor in het Oriëntaals gebied.